# Medalha do Conhecimento
A Medalha do Conhecimento é um prêmio brasileiro dado aos empresários e cientistas que contribuíram ao desenvolvimento tecnológico e competitividade da indústria brasileira. 
Foi instituída no ano 2000, sendo dada pelo Ministério do Desenvolvimento, Indústria e Comércio Exterior em parceria com a Confederação Nacional da Indústria, Sebrae, Banco da Amazônia e Instituto de Estudos para o Desenvolvimento Industrial.